# Cozmeni
Cozmeni (węg. Csíkkozmás) – wieś w Rumunii, w okręgu Harghita, w gminie Cozmeni. W 2011 roku liczyła 1490 mieszkańców.